# Милашин, Константин Иванович
Константин Иванович Милашин (25 июня 1924, Елховка, Ульяновская губерния — 30 апреля 1945, Барут, Бранденбург) — сержант Рабоче-крестьянской Красной Армии, участник Великой Отечественной войны, Герой Советского Союза (1945).

## Биография
Константин Милашин родился 25 июня 1924 года в селе Елховка (ныне — Сурский район Ульяновской области). После окончания неполной средней школы проживал в Баку, работал бетонщиком. В 1942 году Милашин был призван на службу в Рабоче-крестьянскую Красную Армию. С августа того же года — на фронтах Великой Отечественной войны.
К апрелю 1945 года сержант Константин Милашин командовал орудием 530-го отдельного истребительно-противотанкового артиллерийского полка 28-й армии 1-го Украинского фронта. Отличился во время штурма Берлина. 30 апреля 1945 года в бою за пригород Берлина Шёнефельд, израсходовав все боеприпасы, Милашин бросился с двумя гранатами на окруживших его вражеских солдат, уничтожив 8 вражеских солдат. В том бою он получил тяжёлое ранение, от которого умер в госпитале в тот же день. Похоронен в германском городе Барут.
Указом Президиума Верховного Совета СССР от 27 июня 1945 года за «образцовое выполнение боевых заданий командования на фронте борьбы с немецкими захватчиками и проявленные при этом мужество и героизм» сержант Константин Милашин посмертно был удостоен высокого звания Героя Советского Союза. Также был награждён орденами Ленина и Отечественной войны 2-й степени, рядом медалей.